# Petra Farewell
Farewell es el último álbum lanzado por la banda de rock cristiano Petra. Fue lanzado en 2005. Un DVD del concierto fue lanzado en 2006. 
Este es el segundo álbum en vivo de la banda y fue grabado durante las bandas de la gira de Farewell de Franklin, Tennessee, el 4 de octubre de 2005. 
El concierto cuenta con las colaboraciones de dos exmiembros de la banda: el cantante Greg X. Volz y el tecladista John Lawry.

## Lista de canciones
1. "All About Who You Know" – 3:22
2. "Dance" – 4:32
3. "Amazing Grace" – 4:29
4. "Test of Time" – 3:22
5. "Creed" – 3:14
6. "Right Place" – 3:57
7. "Rock Medley" – 10:05 
  - "Sight Unseen"
  - "It Is Finished"
  - "Think Twice"
  - "I Am On The Rock"
  - "Midnight Oil"
  - "Mine Field"
  - "This Means War!"
  - "It Is Finished (Reprise)"
8. "Jekyll & Hyde" (Jekyll & Hyde) – 3:48
9. "Acoustic Set" (con Greg X. Volz) – 10:04 
  - "Rose Coloured Stained Glass Windows"
  - "Road To Zion"
  - "More Power To Ya"
  - "For Annie"
  - "No Doubt"
  - "The Coloring Song"
  - "Love"
10. "Grave Robber" (Greg X. Volz) – 4:20
11. "Keyboard Solo" (con John Lawry) – 1:33
12. "Beyond Belief" – 4:30
13. "Guitar Solo" (con Bob Hartman) – 1:24
14. "He Came, He Saw, He Conquered" – 4:36

## Versión DVD
La versión en DVD del concierto incluye la lista de canciones del mismo CD. En cuanto a las características especiales, incluye una entrevista con John Schlitt, Greg X. Volz y John Lawry. La entrevista incluye los clips de otra entrevista con el fundador de la banda Bob Hartman. También hay entrevistas a medida que llegan al concierto, y una entrevista con el productor Peter Furler. 
Otra característica especial es el ensayo de la banda antes del concierto.

## Cosas que faltan
- Hubo tres canciones que no se incluyeron en el álbum o DVD. Estas son "Judas Kiss", "Lord I Lift Your Name on High" y "C-H-R-I-S-T-I-A-N". Las dos primeras fueron cortadas para ahorrar espacio, mientras que el segundo no estaba destinado a estar en el CD. "Sólo algo para la diversión que lanzamos", como dijo Hartman.[2]
- Durante una de las tomas del solo de guitarra de Hartman, se le rompió una cuerda. Mientras se fijan en él, Paul Simmons emitió un improvisado solo de batería. Para consternación de los fanes de la banda, esto también fue cortado del disco y DVD. Como el presidente de Inpop Records dijo: "Eso fue muy espontáneo, si te acuerdas... No tuvimos una carrera limpia en ella."[2]

## Personal

### Petra
- John Schlitt - Voz
- Bob Hartman - Guitarra
- Greg Bailey - Bajo eléctrico, chelo
- Paul Simmons - Batería, percusión

### Músicos invitados
- Greg X. Volz - Voz
- John Lawry - Instrumento de teclado

### Producción
- Petra - Productores
- Wes Campbell, Peter Furler y Rob Poznanski - Productores ejecutivos
- Jim Cooper de Lake Dog Music Group LLC - Coordinador del Proyecto